# Praktvitmossa
Praktvitmossa, Sphagnum magellanicum Bridel är en bladmossart.
Enligt Catalogue of Life  ingår praktvitmossa i släktet vitmossor och familjen Sphagnaceae, men enligt Dyntaxa är tillhörigheten istället släktet vitmossor och familjen Sphagnaceae.
Praktvitmossa är reproducerande i Sverige.
Inga underarter finns listade i Catalogue of Life.

## Bilder

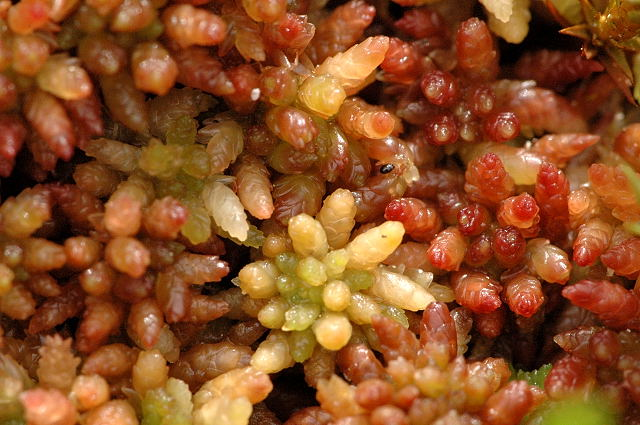
Sphagnum magellanicum
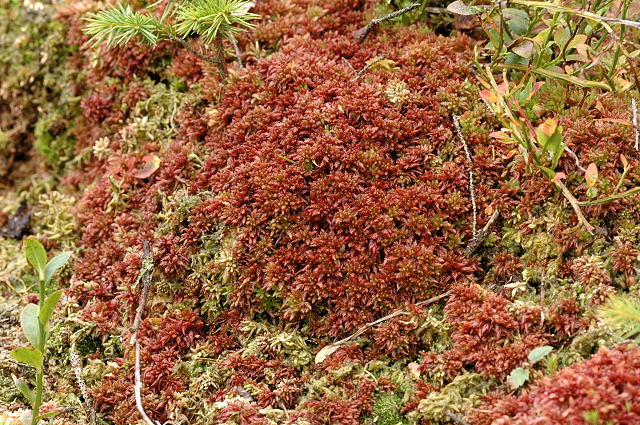
Sphagnum magellanicum
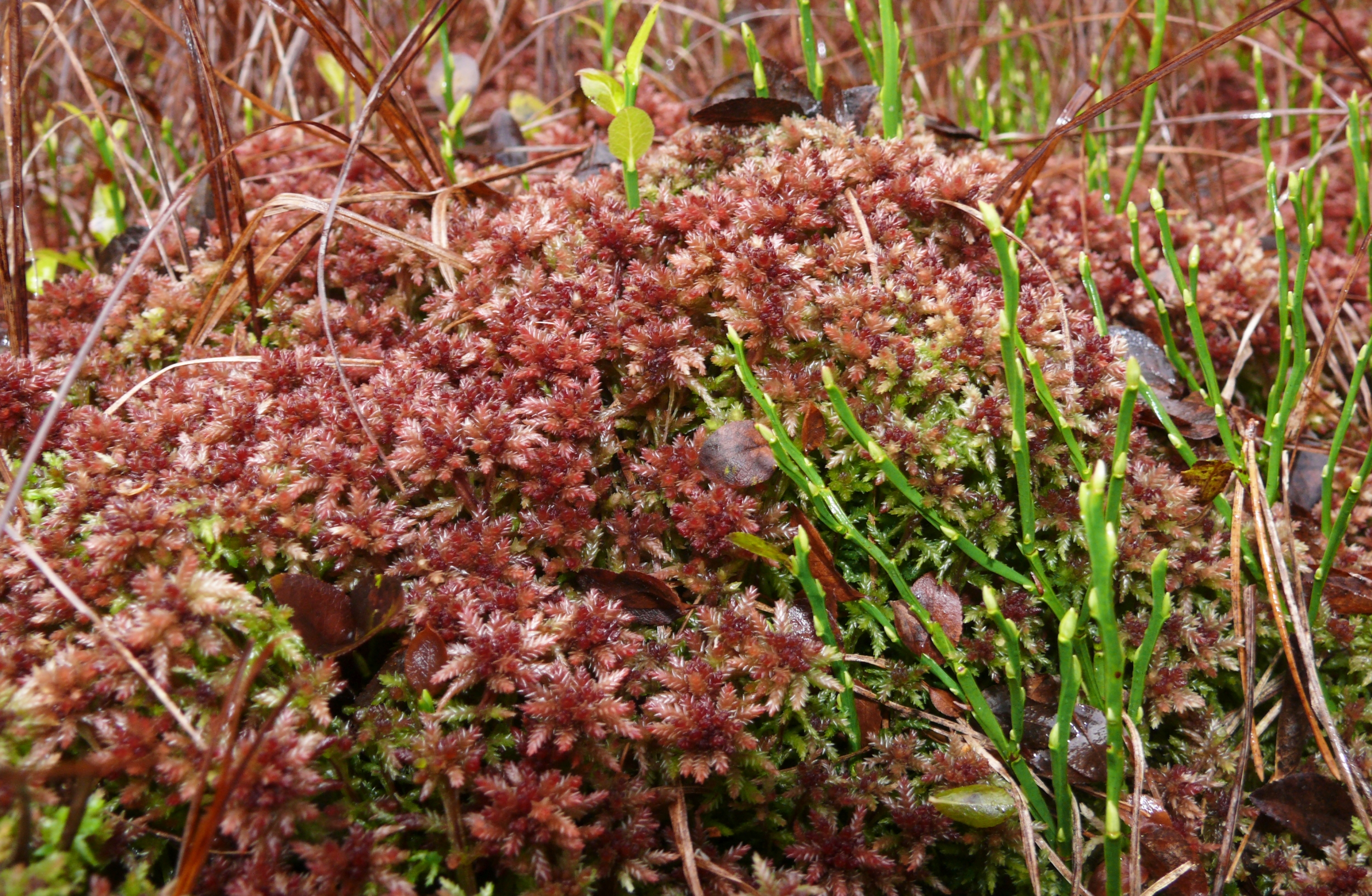
Sphagnum medium
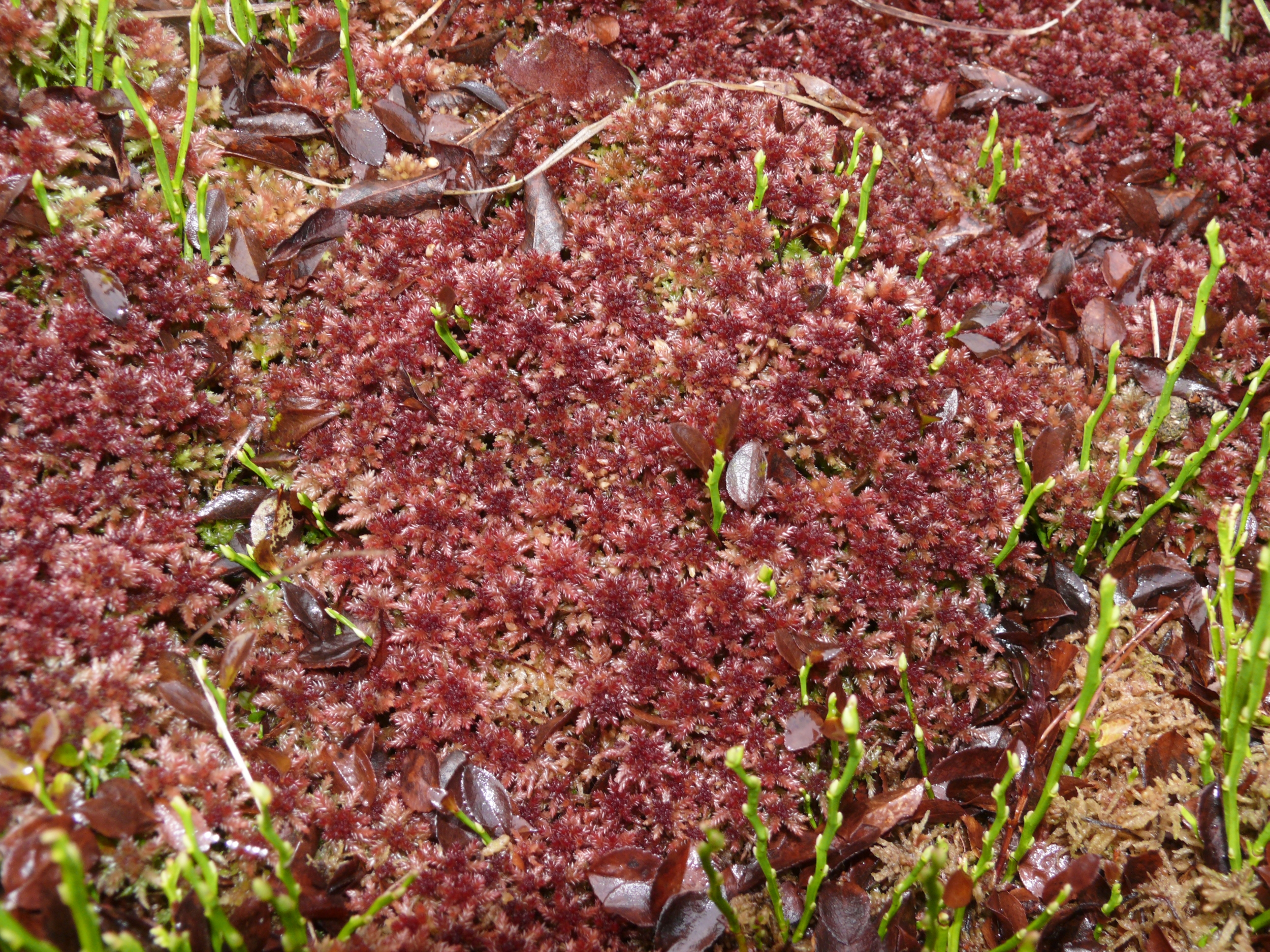
Sphagnum divinum
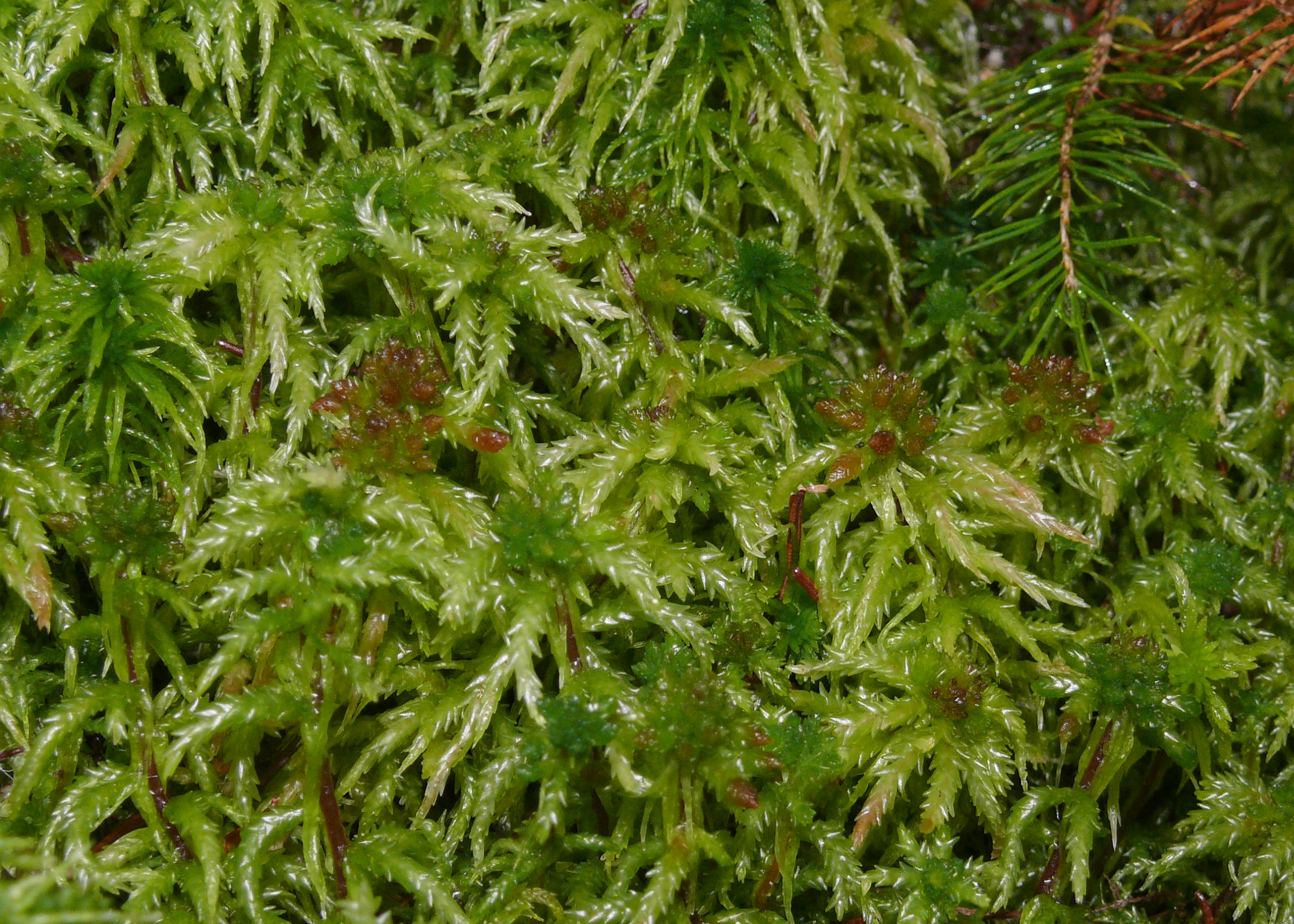
Den gröna färgen p g a växtplats i djup skugga
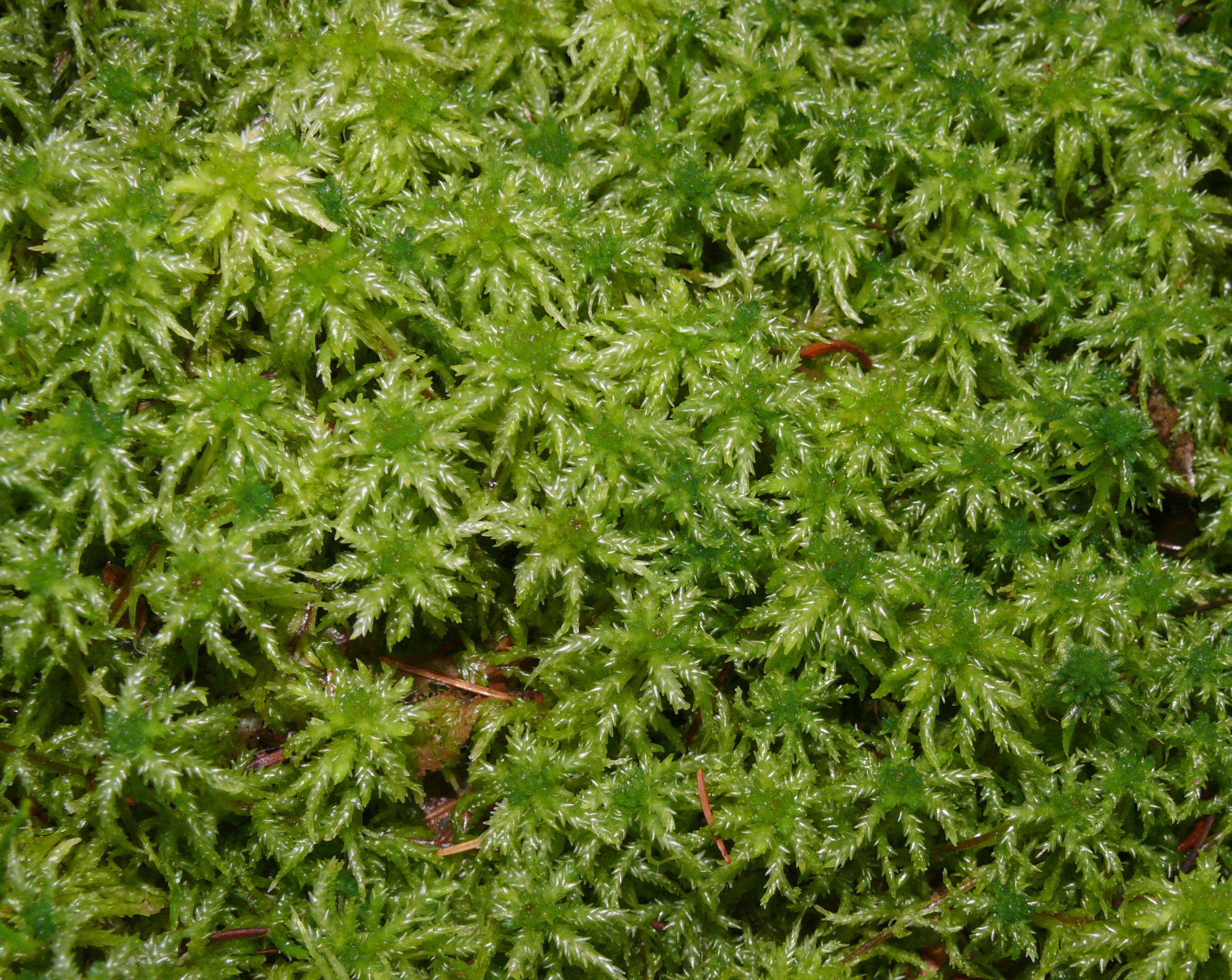
Den gröna färgen p g a växtplats i djup skugga